# Mauro Rodríguez
Mauro Rodríguez Cuesta, né le 15 janvier 1932 à Vigo (Galice, Espagne), est un footballeur espagnol qui jouait au poste d'attaquant.

## Biographie
Mauro Rodríguez commence sa carrière de footballeur avec les amateurs de la SD Ponferradina. Il débute ensuite une carrière professionnelle avec le Real Avilés, en deuxième division. Avec cette équipe, il inscrit 19 buts en championnat lors de la saison 1952-1953, ce qui fait de lui le meilleur buteur du Groupe I du championnat. Il est notamment l'auteur d'un triplé le 15 mars 1953, lors de la réception du Gimnàstic Tarragone (victoire 3-0).
Il joue ensuite pendant cinq saisons en première division avec le Celta de Vigo. Avec le Celta, il inscrit un total de 69 buts en première division. Il réalise sa meilleure performance lors de la saison 1955-1956, où il inscrit 23 buts, ce qui fait de lui le deuxième meilleur buteur du championnat, à seulement une encablure du légendaire Alfredo Di Stéfano. Cette saison là, il est l'auteur de six doublés. Il marque également deux triplés en première division avec le Celta, le premier le 6 octobre 1957, sur la pelouse de Las Palmas (victoire 1-6), et le second le 1er décembre de la même année, lors de la réception du FC Barcelone (victoire 4-0).
Mauro Rodríguez atteint avec le Celta les quarts de finale de la Copa del Rey en 1957. La saison suivante, le club galicien obtient une honorable septième place en championnat.
Par la suite, entre 1958 et 1960, Mauro Rodríguez joue au Real Saragosse. Il inscrit, avec cette équipe, dix buts en première division.
Enfin en 1960, il rejoint le Levante UD, où il met un terme à sa carrière en 1962. Il marque avec ce club, 16 buts en deuxième division.
Le bilan de sa carrière professionnelle s'élève à 134 matchs en première division, pour 79 buts marqués, et 61 matchs en deuxième division, pour 35 buts inscrits.

## Palmarès
- Meilleur buteur du championnat d'Espagne de deuxième division en 1953 (Groupe I) avec 19 buts